# 陈容 (南宋画家)
陳容（約1200年－1266年）[1]，字公儲，號所翁。 福州长乐人（一作临川人、福唐人）。南宋畫家、書法家。

## 生平
理宗端平三年（1253年）進士，知平陽縣，曾為國子監主薄、後來又做過福建莆田太守，官至朝散大夫。

## 作品
以畫墨龍著稱。現藏於波士頓美術館的《九龍圖》是他的代表作。此外傳世的作品還有廣東省博物館的《雲龍圖》、東京國立博物館的《五龍圖卷》、故宮博物院的《行書自書詩卷》、《石渠寶笈續編》中的《六龍圖》等等。
另有《霖雨圖》、《神龍沛雨圖》及《雲煙攬勝圖》收藏於台灣台北國立故宮博物院